# 尾叶杜鹃
尾叶杜鹃（学名：Rhododendron urophyllum）为杜鹃花科杜鹃花属下的一个种。

## 扩展阅读
- 維基物種上的相關：尾叶杜鹃